# جونغ يون-سونغ
جونغ يون-سونغ (هانغل: 정윤성) هو لاعب كرة قدم كوري جنوبي في مركز الهجوم، ولد في 1 يونيو 1984 في كوريا الجنوبية. لعب مع سوون سامسونغ بلووينغز.

## وصلات خارجية
- جونغ يون-سونغ على موقع دوري كوريا الجنوبية (الإنجليزية)
- جونغ يون-سونغ على موقع قاعدة بيانات كرة القدم.إي يو (الإنجليزية)
- جونغ يون-سونغ على موقع Soccerway.com (الإنجليزية)